# Renren
Renren Network (en chino simplificado, 人人网; literalmente, ‘La web de todo el mundo’), conocido anteriormente como Xiaonei Network (en chino, 校内网; literalmente, ‘on-campus network’) es una red social china apodada la "copia china de Facebook.", y ha sido llamado el Facebook de China, popular entre los estudiantes universitarios. En febrero de 2011, Renren anunció que tenía 160 millones de usuarios registrados. Y para abril de 2011, contaba con un total de 31 millones de usuarios activos mensualmente Renren Inc. tiene su sede en Pequín.  Renren también tiene oficinas en Shanghái y Cantón.

## Historia
Xiaonei fue fundada por Joseph Chen en 2005. Chen, un graduado de la Universidad de Delaware, Escuela de Negocios de Stanford y el MIT, sigue siendo el presidente y CEO. En marzo de 2008, Xiaonei lanzó su versión WAP, los usuarios que pueden acceder a través de los teléfonos móviles. Xiaonei cuenta con un servicio de mensajería instantánea (Rénrénzhuōmiàn, China: 人人 桌面) diseñados típicamente para sus usuarios mediante XMPP, que es más popular que el chat de Facebook.
En agosto de 2009, Xiaonei cambió oficialmente su nombre a Renren, así como su dominio a www.renren.com. Y también, el logotipo ha cambiado de la palabra china "Xiaonei" a la palabra china "renren" ("ren" que significa "pueblo" o "persona" significa "todos" cuando se usa dos veces seguidas), y dos palabras que se cruzan entre sí, significa que este sitio web ha sido creado para convertirse en una plataforma más fácil para que las personas se comunican. Este cambio de nombre de "dentro de la escuela" (Xiaonei 校内) para "todos" (renren 人人) refleja las aspiraciones de expansión en poder de roble del Pacífico - hay más de una red dedicada a los estudiantes, pero el sitio web de redes sociales más grande de China, que se extiende a lo largo de la sociedad.
En abril de 2011, la empresa presentó ante la SEC para recaudar $ 584 millones en una oferta pública inicial EE. UU., Renren oferta de acciones en la Bolsa de Valores de Nueva York. La compañía reportó ingresos 2010 de $ 76 millones USD.
Al principio de la creación "renren.com", y los usuarios sólo podían utilizar la dirección IP específica de la acción colleges.This especificado era animar a los usuarios a utilizar sus nombres verdaderos para publicar blogs y fotos.

## Asuntos corporativos
Renren Inc. tiene su sede en el piso 23 del Centro de Jing An (S: 静安 中心, T: 静安 中心, P: Jing'an Zhongxin) en el distrito de Chaoyang, Beijing. Renren tiene su oficina de Shanghái en el SOHO Zhong Shan Square (S: SOHO 中山 广场, T: SOHO 中山 广场, P: SOHO Zhōngshān Guǎngchǎng) en el distrito de Changning, Shanghái. Renren tiene su oficina de Guangzhou en la Plaza de Shine China (S: 耀 中 广场, T: 耀 中 广场, P: Yaozhong Guǎngchǎng) en el distrito de Tianhe, Guangzhou.

## Plataforma abierta
En julio de 2007, Xiaonei facilitó oficialmente su plataforma abierta, que permite a terceros integrarse con la plataforma de prestación de modificaciones y añadir funcionalidades. El API Xiaonei son muy similares a los existentes para Facebook, y algunos de los desarrolladores de Xiaonei están desarrollando basado en el SDK de esto.